# آدا ریباچوک
آدا فدوریونا ریباچوک (به انگلیسی: Ada Fedorivna Rybachuk) (زادهٔ ۲۷ ژوئن ۱۹۳۱ میلادی - درگذشتهٔ ۲۲ سپتامبر ۲۰۱۰ میلادی) دیوارنگار، نقاش، مجسمه‌ساز و معمار اوکراینی/شوروی، هنرمند مفتخر اوکراین، عضو اتحادیهٔ ملی هنرمندان اوکراین، عضو افتخاری اتحادیهٔ ملی سینماگران اوکراین و شهروند افتخاری ناریان-مار بود. او از نزدیک با همسرش ولودیمیر ملنیچنکو کار می‌کرد.

## زندگی‌نامه

#### دوران کودکی و تحصیلات
ریباچوک در سال ۱۹۳۱ میلادی در کی‌یف به دنیا آمد. فدور ریباچوک، پدر آدا، افسر پرسنل ارتش شوروی، از روز اول تا آخرین روز جنگ را پشت سر گذاشت. بقیهٔ اعضای خانواده مجبور به تخلیه به قزاقستان شدند، جایی که آدا مدرسه ابتدایی را به پایان رساند. در دبیرستان هنر تاراس شوچنکو در کی‌یف تحصیل کرد و با بالاترین افتخارات و مدال طلا فارغ‌التحصیل شد. او در موسسهٔ هنر دولتی کی‌یف که توسط اولکسی شووکوننکو رهبری می‌شد، تحصیل کرد.
همراه با سایر دانشجویان در یک دورهٔ کارآموزی تابستانی توسط سرگئی گروش در ویلکوو واقع در دلتای دونایی شرکت می‌کند. طرح‌های ایجاد شده در آنجا در نمایشگاه دانش‌آموزی نشان داده شد که در همین نمایشگاه اولین سفارش هنری به او داده شد؛ تصویرسازی برای کتاب «قصه‌های گوزن شمالی» دیمیتری مامین-سیبیریاک که در همان سال توسط انتشارات جوانان منتشر شد.

## هنر
از سال ۱۹۵۴ میلادی پس از اولین سفرش به شمال، آدا ریباچوک و شریک هنری و همسرش ولودیمیر ملنیچنکو چندین سفر طولانی به شمال انجام دادند. مجموعاً آن‌ها در فواصل زمانی حدود ۷ سال در شمال زندگی و کار کردند. در طول این مدت آن‌ها مجموعه‌های گرافیکی و چاپ‌های لینو، تصویرسازی برای کتاب‌های کودکان دربارهٔ زیبایی طبیعت قطب شمال و زندگی انسان در شمال ایجاد کردند.

طراحی مجسمهٔ پسر کشتی توسط: آدا ریباچوک، ۱۹۷۵ میلادی

در سال ۱۹۵۷ میلادی ریباچوک مجسمه‌ای به نام پسرِ کشتی (Shipboy) را تکمیل کرد که جوانی را نشان می‌دهد که به نردبان طنابی تکیه داده و انگار از روی یک کشتی به دریا نگاه می‌کند. در آن سال او مدال نقرهٔ «ششمین جشنوارۀ جهانی جوانان و دانشجویان» را دریافت کرد.
ریباچوک، ملنیچنکو و معماری به نام آورام میلتسکی، کار بر روی پروژهٔ پارک حافظه در کی‌یف را آغاز کردند. پارک حافظه در مکان سوزاندن اجساد مردگان محلی در تپهٔ بایکوی بود. این اثر هنری ۲۰۰۰ متر مربع را در بر می‌گرفت و شامل چندین مجسمهٔ عظیم بود. کار هنری ریباچوک و ملنیچنکو در سال ۱۹۸۲ میلادی توسط مقامات با بتن پوشانده شد و به دلیل ابعاد عظیم این قطعهٔ سانسور شده، توسط آنان گزارش شد. در سال ۱۹۸۸ میلادی اسرائیل گلداستاین مستندی به نام دیوار در مورد وضعیت نامساعد آن‌ها و کمپین آنها برای بازسازی آثارشان ساخت.
ریباچوک و همسرش در طیف وسیعی از رسانه‌ها از جمله آثاری در کاخ کودکان و نوجوانان در میدان اسلاوی و ایستگاه مرکزی اتوبوس در کی‌یف کار کردند.

#### ملاقات با راکول کنت
راکول کنت به اتحاد جماهیر شوروی سفر کرد و افرادی همفکر در آنجا پیدا کرد. در مقدمه چاپ دوم روسی کتاب «سالمینا» نوشته‌است:
اخیرا… من با دو هنرمند جوان با استعداد از کی‌یف، آدا ریباچوک و ولودیمیر ملنیچنکو آشنا شدم. آن‌ها در شمال شوروی زندگی و کار می‌کنند، درست مثل من، آنها عاشق شمال و ساکنان آن هستند… آیا هنر نباید جوهرهٔ انسانیت را آشکار کند؟ … ما که برای خلق دنیایی بهتر برای مردم تلاش می‌کنیم، باید خاکی را که انسان را از آن شکل می‌دهیم، بشناسیم.

## نمایشگاه‌ها
- چکسلواکی (۱۹۵۷)[۴]
- جمهوری متحد عربی (۱۹۵۸)
- فنلاند، مجارستان، یوگسلاوی (۱۹۶۱)
- ایتالیا (۱۹۶۲)
- عراق (۱۹۶۳)
- افغانستان (۱۹۶۴)
- لهستان (۱۹۶۷)
- نروژ (۱۹۹۳)
- ایالات متحدهٔ آمریکا (۱۹۷۷، ۱۹۹۵)[۴]

### یادبود
آدا ریباچوک در سال ۲۰۱۰ میلادی در کی‌یف درگذشت. در سال ۲۰۱۳ میلادی ولودیمیر ملنیچنکو نمایشگاهی از آثار آدا ریباچوک را در آکادمی ملی هنرهای تجسمی و معماری، کی‌یف ایجاد کرد. در سال ۲۰۱۹ میلادی نمایشگاهی از کارهای او از دههٔ ۱۹۵۰ تا ۱۹۷۰ میلادی با تصاویر تکمیل شده با همسرش برگزار شد. این طرح‌ها از دوران کودکی الهام گرفته شده و نام نمایشگاه جزیره بود. این جزیره نشان‌دهندهٔ شکاف بین جوانی و بزرگسالی و بین هنرمند و سانسورکنندگان آن‌ها است.